# Em Rotterdam já É uma Febre
Em Rotterdam já é uma febre é o primeiro EP da banda de electrorock Cansei de Ser Sexy. O trabalho foi lançado pela Trama em 2 de julho de 2004 em edição limitada e distribuída durante os shows da banda, forma que facilitou a divulgação da banda.

## Composição e lançamento
Lançado em uma edição limitada e vendido através dos shows, o trabalho surgiu após o sucesso das canções "Ódio, Ódio, Ódio, Sorry C", disponibilizada pelo grupo no site da gravadora Trama. O álbum traz canções debochadas usando nomes de celebridades como Jennifer Lopez em "I Wanna Be Your J.Lo" e Paris Hilton em "Meeting Paris Hilton", além de trazer uma regravação em punk rock de Hollywood da cantora Madonna.. Apesar de ser distribuído de forma independente, o EP chegou às mãos do rapper e DJ Princess Superstar e passaram a ser executadas na rádio do Reino Unido, Kiss 100 FM.

## Faixas
| N.º | Título                         | Compositor(es)                        | Duração |  |
| 1.  | "I Wanna Be Your J.Lo [Intro]" | Adriano Cintra / Lovefoxxx            | 1:15    |  |
| 2.  | "I Wanna Be Your J.Lo"         | Adriano Cintra / Lovefoxxx            | 2:22    |  |
| 3.  | "Ódio Ódio Ódio, Sorry C."     | Adriano Cintra / Lovefoxxx            | 3:31    |  |
| 4.  | "Hollywood"                    | Madonna / Mirwais Ahmadzaï            | 1:24    |  |
| 5.  | "Meeting Paris Hilton"         | Adriano Cintra / Lovefoxxx            | 3:11    |  |
| 6.  | "Bezzi"                        | Adriano Cintra / Luiza Sá / Lovefoxxx | 3:04    |  |
| 7.  | "I Wanna Be Your J.Lo [Live]"" | Adriano Cintra / Lovefoxxx            | 3:04    |  |

## Créditos
- Lovefoxxx - vocal, vocal de apoio e arte do CD
- Ana Rezende - guitarra
- Luiza Sá -	guitarra
- Carolina Parra - guitarra, bateria, teclado, vocal de apoio e assistente de mixagem
- Iracema Trevisan - baixo
- Adriano Cintra - bateria, guitarra, teclado, baixo, gaita, vocal, vocal de apoio, produtor e assistente de mixagem
- Clara Ribeiro - vocal de apoio
- Maria Helena Zerba - teclado, arranjo